# 八木秋香
八木 秋香（やぎ あいか、1984年10月29日 - ）は、日本の元モデル。元エーライツ所属。
神奈川県出身。神奈川大学経済学部卒業。姉が1人いる。

## 人物
- 高校3年の時に雑誌『MORE』のモデルオーディションに合格し、同誌の専属モデルとして活動した[1]。
- 趣味は料理、散歩、天体観測。特技は英会話、バレエ、走高跳。
- 女優の菜葉菜とはCMで共演して以来の仲で、会うたびに映画の話で盛り上がっていたという[2]。

## 出演作品

### 映画
- 飛ぶ時間（2008年）

### TV
- 午後の天気ゴコロ（2006年、e-天気.net）

### CM
- vodafone（2003年、CF）
- SSLヘルスケアジャパン「コパトーン」（2005年、CF）
- EPSON

### 雑誌
- MORE（専属モデル）
- BAIRA
- COSMOPOLITAN
- 美的
- ar